# Typosyllis bifurcata
Typosyllis bifurcata är en ringmaskart som beskrevs av Hartmann-Schröder 1980. Typosyllis bifurcata ingår i släktet Typosyllis och familjen Syllidae. Inga underarter finns listade i Catalogue of Life.